# La abuelita Paz
La abuelita Paz es un personatge de ficció de còmic i una sèrie de còmics creada per Vázquez per a la revista Gran Pulgarcito d'Editorial Bruguera el 1969. La sèrie, normalment d'una o poques pàgines, va passar a partir del 1971 per les mans d'altres autors, com Torà i l'estudi de Blas Sanchis, per mantenir el ritme de producció exigit per l'editorial.

## Trajectòria editorial i argument
A part de a "Gran Pulgarcito", La abuelita Paz es va publicar a "Mortadelo" i "Súper Mortadelo".
La abuelita Paz té aspecte de dona gran, de trets arrodonits i sense angles aguts. Sembla la representació gràfica de les velletes amables i tendres que abunden a les ciutats. Però com que Manuel Vázquez n'és el creador, la seva fesomia, evidentment, no té res a veure amb les accions que el personatge arriba a realitzar. Aquesta dona és capaç de conduir un cotxe a una velocitat vertiginosa (i aparcar-lo perfectament, per exemple, al capdamunt d'una palmera) o posar-se al volant d'una llanxa. Les seves bones intencions sempre acaben tenint conseqüències catastròfiques per als qui l'envolten. De vegades duu a terme descobriments extraordinaris, com la vegada que va al mar, que té un tap per buidar-lo que mai ningú ha trobat. L'Abuelita Paz no té cap problema per localitzar-lo i, com és llògic, provar a veure si funciona. Aquest personatge, agosarat però també una mica pesat i fatigant, té la capacitat inconscient de provocar tot tipus d'accidents al seu voltant.

## Personatge
La abuelita Paz és una àvia aparentment encantadora, amb monyo blanc, que porta ulleres i sempre va carregada de bones intencions. És una dona de moral recta i principis sòlids que destaca per la seva simpatia, innocència i capacitat per despistar-se. És aficionada a passejar, que indefectiblement frustra els plans de tothom que l'envolta, sortint ella sempre airosa.